# Slovenija na Zimskih olimpijskih igrah 2018
Slovenija tekmuje na Zimskih olimpijskih igrah 2018 v Pjongčangu, Južni Koreji, od 9. do 25. februarja 2018. 
Na olimpijski turnir se je drugič zapored uvrstila tudi hokejska reprezentanca. 23. januarja 2018 je Izvršni odbor Olimpijskega komiteja Slovenije potrdil 71 športnikov za nastop na olimpijskih igrah.

## Potrjeni športniki

### Alpsko smučanje
- Boštjan Kline
- Martin Čater
- Klemen Kosi
- Miha Hrobat
- Žan Kranjec
- Štefan Hadalin
- Ana Drev
- Tina Robnik
- Meta Hrovat
- Ana Bucik
- Maruša Ferk

### Biatlon
- Jakov Fak
- Klemen Bauer
- Miha Dovžan
- Mitja Drinovec
- Lenart Oblak
- Urška Poje
- Anja Eržen

### Hokej na ledu
- Luka Gračnar
- Matija Pintarič
- Gašper Krošelj
- Blaž Gregorc
- Sabahudin Kovačevič
- Aleš Kranjc
- Žiga Pavlin
- Matic Podlipnik
- Jurij Repe
- Mitja Robar
- Luka Vidmar
- Boštjan Goličič
- Andrej Hebar
- Žiga Jeglič
- Anže Kuralt
- Jan Muršak
- Aleš Mušič
- Ken Ograjenšek
- Žiga Pance
- David Rodman
- Marcel Rodman
- Robert Sabolič
- Rok Tičar
- Jan Urbas
- Miha Verlič

### Deskanje na snegu
- Rok Marguč
- Žan Košir
- Tim Mastnak
- Tim Kevin Ravnjak
- Tit Štante
- Kaja Verdnik
- Urška Pribošič
- Gloria Kotnik

### Nordijska kombinacija
- Vid Vrhovnik
- Marjan Jelenko

### Sankanje
- Tilen Sirše

### Smučarski skoki
- Jernej Damjan
- Peter Prevc
- Tilen Bartol
- Anže Semenič
- Timi Zajc
- Urša Bogataj
- Špela Rogelj
- Nika Križnar
- Ema Klinec

### Smučarski teki
- Janez Lampič
- Miha Šimenc

- Alenka Čebašek
- Vesna Fabjan
- Anamarija Lampič
- Manca Slabanja
- Nika Razinger
- Katja Višnar

### Smučanje prostega sloga
- Filip Flisar

## Zastavonoša
Olimpijski komite Slovenije se je v začetku leta odločil, da bo zastavonošo na otvoritveni slovesnosti izbralo občinstvo s spletnim glasovanjem. Izbor so organizirali v obliki spletne ankete med sledilci uradnega Facebook profila nacionalne radijske postaje Val 202 in kot možnosti sprva predlagali biatlonca Jakova Faka, smučarsko tekačico Vesno Fabjan in hokejista Mitjo Robarja. Vendar pa je del javnosti in medijev burno reagiral ob zamisli, da bi slovensko zastavo nosil nekdanji hrvaški reprezentant Fak, zato je ta odstopil od kandidature. Med preostalima dvema kandidatoma je občinstvo nato izbralo Vesno Fabjan.